# Geissorhiza divaricata
Geissorhiza divaricata är en irisväxtart som beskrevs av Peter Goldblatt. Geissorhiza divaricata ingår i släktet Geissorhiza och familjen irisväxter. Inga underarter finns listade i Catalogue of Life.